# Józef Stompel
Józef Stompel (* 4. Juli 1933 in Świętochłowice) ist ein polnischer Pianist und Musikpädagoge.
Stompel absolvierte an der Staatlichen Musikhochschule in Kattowitz ein Klavierstudium bei Wanda Chmielowska, das er 1950 mit Auszeichnung anschloss, und setzte seine Ausbildung bei Bruno Seidlhofer in Salzburg fort. Er gewann Preise beim nationalen Mozart-Klavierwettbewerb in Kattowitz (1956) und beim internationalen George-Enescu-Wettbewerb in  Bukarest (1958) und wurde mit einer ehrenden Erwähnung beim Internationalen Chopin-Wettbewerb 1960 in Warschau ausgezeichnet.
Ab 1966 unterrichtete Stompel an der Staatlichen Musikhochschule in Kattowitz, wo er von 1976 bis 1979 Prodekan und von 1979 bis 1984 Dekan der Fakultät für Instrumentalmusik war. Er gab Meisterklassen in Polen und im Ausland und wirkte als Juror bei Klavierwettbewerben. Von 1994 bis 1996 unterrichtete er am Kobe College in Japan. Von 1996 bis 2002 leitete er die Klavierabteilung an der Universität Kattowitz. Zu seinen Schülern zählen u. a. Piotr Kupka, Wojciech Świtała, Szczepan Kończal, Grzegorz Niemczuk und Teresa Baczewska.
Seit 1958 tritt Stompel in Polen und international als Konzertpianist auf. Er nahm an vielen Festivals teil und arbeitete mit Dirigenten wie John Krenz, Kazimierz Kord, Witold Rowicki, Charles Stryja, Stanisław Wisłocki, Christopher Misson, George Salwarowski, Jerzy Swoboda, Ciprian Constantinescu, Ruslan Rajczew und Thomas Sanderling zusammen. Er spielte Uraufführungen von Klavierwerken polnischer Komponisten wie Bolesław Szabelski, Józef Talarczyk, Jerzy Gablenz, Zygmunt Stojowski, Witold Friemann, Romuald Twardowski, Krzysztof Baculewski, Edward Bogusławski, Jan Wincenty Hawel und Józef Świdr und nahm für den Rundfunk Kompositionen von Zygmunt Stojowski, Bolesław Szabelski, Józef Talarczyk, Domenico Scarlatti, Fryderyk Chopin, Karol Szymanowski, Grażyna Bacewicz und Arnold Schönberg auf. Auf Schallplatte spielte er u. a. Kompositionen von Władysław Żeleński ein.